# Warcraft
Warcraft is een mediafranchise bestaande uit voornamelijk een serie computerspellen, uitgebracht door Blizzard Entertainment. De fantasyspellen spelen zich af in de fictieve wereld Azeroth. De historie van het Warcraft-universum is verhaald in boeken.
De spellenserie bestaat uit vijf kernspellen: Warcraft: Orcs & Humans; Warcraft II: Tides of Darkness; Warcraft III: Reign of Chaos; World of Warcraft; en het ruilkaartspel Hearthstone: Heroes of Warcraft. Hierop zijn uitbreidingen uitgebracht. Daarnaast heeft de producent het merk Warcraft uitgebreid met boeken en een ruilkaartspel.

## De werelden van Warcraft

### Azeroth
Azeroth is een wereld die werd beheerst door de Old Gods, totdat de Titans het continent bevrijdden van dit kwaad. De wereld bestond aanvankelijk uit één continent, Kalimdor, totdat de Well of Eternity was vernietigd waardoor Kalimdor in tweeën werd gesplitst, Kalimdor en Eastern Kingdoms. Azeroth is in het eerste spel nog de naam van een enkel koninkrijk, maar is in latere spellen de naam van de gehele planeet, waar de meeste spellen zich op afspelen. Azeroth werd in drie delen gesplitst, namelijk: Kalimdor, Northrend en Eastern Kingdom.

#### Eastern Kingdom
- Azeroth Koninkrijk is het zuidelijk deel van Eastern Kingdoms het huis van "The Kingdom of Stormwind" en de Troll stad "Zul'Gurub". Het mensen koninkrijk is tijdelijk in de as gelegd door de "First Horde" de gebeurtenissen hiervan worden beschreven in de film Warcraft(2016).
  - Blasted Lands (vroeger een onderdeel van "The Swamp of Sorrows")
  - Burning Steppes
  - Deadwind Pass
  - Duskwood
  - Elwynn Forest
  - Redridge Mountains
  - Stranglethorn Vale
  - Swamp of Sorrows
  - Westfall
- Khaz Modan is centraal gelegen in Eastern Kingdom en wordt door de verschillende Dwergenclans geregeerd.
  - Badlands
  - Dun Morogh
  - Loch Modan
  - Searing Gorge
  - Tol Barad
  - Twilight Highlands
  - Wetlands
- Lordaeron is het noordelijk deel van Eastern Kingdom en het oude rijk van de Humans geregeerd door Het huis van Menethil. De laatste koning was Terenas Menethil II, totdat hij werd vermoord door zijn zoon Arthas. Later werd het koninkrijk door The Scourge ingenomen en uiteindelijk door verschillende volkeren gevandaliseerd en afgebroken, waarna Lordaeron wordt geregeerd door groepen overlevende mensen en de ondoden. De Forsaken (ondoden) hebben zich onder de ruïnes van de gelijknamige hoofdstad gevestigd in de zogenaamde "Undercity". Het uiterste noorden (Ook wel Quel'Thalas genoemd) wordt nog geregeerd door de "Blood Elves".
  - Arathi Highlands
  - Eastern Plaguelands
  - Eversong Woods
  - Ghostlands
  - Hillsbrad Foothills
  - Hinterlands
  - Isle of Quel'Danas
  - Silverpine Forest
  - Tirisfal Glades
  - Western Plaguelands
  - Quel'thalas
  - Gilneas

#### Kalimdor
- Northern Kalimdor is een gebied ten noorden van het continent Kalimdor. Het gebied wordt voornamelijk geregeerd door de Night Elves, maar nadat de orks zich hadden gevestigd in Kalimdor, ontstond er oorlog aan de grens van Noord- en Centraal-Kalimdor.
  - Ashenvale
  - Azshara
  - Darkshore
  - Felwood
  - Mount Hyjal
  - The Lost Isles
  - Moonglade
  - Teldrassil
  - Winterspring
  - Azuremyst Isles
- Central Kalimdor is gelegen in het hartje van Kalimdor en is de thuisbasis van de Horde.
  - The Barrens
  - Desolace
  - Durotar
  - Dustwallow Marsh
  - Mulgore
  - Stonetalon Mountains
- Southern Kalimdor is gelegen in het zuiden van Kalimdor en is het wildste gebied van Azeroth. Veel gebieden waren verborgen en werden pas later ontdekt.
  - Feralas
  - Silithus
  - Tanaris
  - Thousand Needles
  - Uldum
  - Un'Goro Crater

#### Northrend
Northrend, het derde continent, is een toendra-achtig gebied helemaal boven in de wereld van Azeroth. Hier wonen voornamelijk Ice Trolls en Nerubs. Een paar levels van Warcraft II spelen zich hier af. In Warcraft III is Northrend veroverd door de ondoden. Northrend speelt wel een belangrijke rol in Warcraft III: The frozen Throne en is een van de primaire locaties uit World of Warcraft: Wrath of the Lich King.
- Northrend
  - Howling Fjord
  - Borean Tundra
  - Dragonblight
  - Sholazar Basin
  - Coldarra
  - Crystalsong Forest
  - Zul'Drak
  - Grizzly Hills
  - Azjol-Nerub
  - Storm Peaks
  - Icecrown Glacier

#### Pandaria
Pandaria is een verborgen continent voor heel Azeroth. Voor de Great Sundering vonden de bewoners een manier om het eiland intact te houden van de catastrofe. Hierdoor werd het continent omringd door een blauw gordijn (een grote bubbel die alles tegenhoudt). Tijdens de reis van de mensen kwamen ze orks tegen, waardoor er een gevecht ontstond en beide schepen zonken. Zo werd het eiland ontdekt, nadat ze aan land waren gekomen.
- Pandaria
  - Dread Wastes
  - Jade Forest
  - Krasarang Wilds
  - Kun-Lai Summit
  - Townlong Steppes
  - Vale of Eternal Blossom
  - Veiled Stair
  - Wandering Isle

### Draenor/Outland
Na Azeroth de belangrijkste planeet in de Warcraft-spellen. Staat ook bekend als de rode wereld. Draenor is het land achter de Dark Portal en het thuisland van de orks, Ogers. De Draenei zijn pas later op Draenor of Outland gekomen, op hun zoektocht naar een nieuw thuisland nadat ze verdreven waren door Kil'Jaedan. Van de orks hebben ze toen het sjamanisme geleerd. Draenor is na de opening verscheurd en bestaat uit woestijnachtige gebieden en moerassen, maar ook nog steeds groene gebieden, zoals Nagrand, waar de orks nog steeds wonen.
Draenor wordt al genoemd in Warcraft I en Warcraft II: the Tides of Darkness. In Warcraft II: Beyond the Dark Portal kan men als speler voor het eerst dit land binnengaan. Aan het einde van dit spel wordt Draenor voor een groot deel vernietigd samen met de Dark Portal. Toch weten enkele orks en Draenei te ontsnappen. In Warcraft III komen de overgebleven plaatsen van Draenor weer voor als een van de speellocaties, alleen wordt dit nu Outland genoemd, omdat er bijna niets meer van over is. Met de komst van World of Warcraft: Warlords of Draenor gaat Garrosh Hellscream terug de tijd in voordat de planeet Draenor in stukken brak. De gebieden zijn:
- Draenor
  - Frostfire Ridge
  - Gorgrond
  - Tanaan Jungle
  - Shadowmoon Valley
  - Spires of Arak
  - Nagrand
  - Talador

Draenor was de planeet die uit elkaar spatte en in de Outland veranderde, een aantal brokstukken met nog een dampkring waardoor er op die brokstukken (Outland) nog leven mogelijk is. Dit kwam doordat een van de negen leiders van de orks, de sjamaan Ner'zhul, de magie waarmee hij meerdere portals wilde opende niet kon beheersen waardoor de planeet uit elkaar scheurde.
Ook in het uitbreidingspakket van World of Warcraft, namelijk The Burning Crusade, kan men Outland betreden.
- Outland
  - Hellfire Peninsula
  - Zangarmarsh
  - Terokkar Forest
  - Nagrand
  - Blade's Edge Mountains
  - Netherstorm
  - Shadowmoon Valley

### Andere planeten en werelden
- Argus - Argus is de thuiswereld van de Eredar, ook wel bekend als Dranei. Nadat de titan Sargeras Kil'jaeden, Archimonde en Velen uit koos als luitenant van The Burning Legion besloot Velen dat dit niet hun toekomst is en alleen maar slechte invloed heeft op het universum. Velen is met zijn vluchtelingen naar Draenor gevlogen. Nadat Kil'jaeden dit verraad wou wreken moest Velen weer vluchten maar na een crash-landing in Azeroth hebben ze daar hun nieuwe thuis gevonden.
- Fanlin'Deskor - Fanlin'Deskor is een wereld die Velen zag in zijn visioenen. Of de wereld echt bestaat weet niemand.
- K'aresh - K'aresh is de thuiswereld van het Ethereal-ras. Nadat de Ethereal werd geëvacueerd naar de Twisting Nether is de planeet bezet door het ras de Void. De planeet bestaat nu uit alleen maar Voidwalkers.
- Xerrath - De planeet Xerrath werd verwoest door The Burning Legion voordat de planeet Xoroth werd verwoest.
- Xoroth - De planeet Xoroth is de thuiswereld van de Dreadsteeds, beesten die worden bereden door de Nathrezim, en wordt beheerst door The Burning Legion. De planeet is een voorbeeld van wat Sargeras wil met alle andere planeten: volledig verwoest en onder controle van zijn leger The Burning Legion.

Andere plaatsen buiten de planeten zijn de Great Dark Beyond, Warcrafts versie van de ruimte; de Emerald Dream, een alternatieve versie van Azeroth waar alles goed is; een element wereld waar onder andere de oude goden heen zijn verbannen; de Dark Below, een helachtige onderwereld, en de Twisting Nether, een astrale wereld tussen andere werelden in.

## Rassen en groepen

### Alliantie
HumansDe mensen komen in alle spellen voor. In de eerste twee spellen worden ze afgebeeld als stereotype middeleeuwers. De mensen zijn afstammelingen van een oude nomadenstam genaamd de Arathi, die in het verleden andere stammen verenigde tot de natie Arathor.
DwarvesDwergen, een klein maar sterk ras. Ze wonen in de bergen van Khaz Modan en het land Dun Morogh. Aanvankelijk hielden ze zich bezig met mijnbouw, maar nu ook met archeologie.
DraeneiDe laatste van de originele Eredar, afkomstig uit de wereld Argus. Dit ras werd bedacht voor World of Warcraft, en is bespeelbaar sinds The Burning Crusade.
GnomesGnomen, een klein slim ras dat magie combineert met technische kennis. Ze kunnen door stoom aangedreven machines maken. Ze woonden in de ondergrondse stad Gnomeregan. Ze zijn hieruit verdreven door een soort trollen en wonen nu in Tinkertown (een sectie in Ironforge). Na de Cataclysm hebben de gnomen Gnomeregan overgenomen van de trollen en wonen ze weer in hun oude stad.
Night ElvesNachtelven, een van de oudste rassen in Azeroth. Ze komen voor het eerst voor in Warcraft III. Zij zijn onder andere verantwoordelijk voor het uiteenvallen van het oude continent tot Kalimdor, Eastern Kingdoms en Northrend.
WorgenEen groep mensen die als een soort weerwolven zijn geïnfecteerd, werden tijdens het cataclysme aangevallen door de Forsaken en zijn toen gered door de nachtelven. Koning Wrynn van de alliantie zag potentie in hen en ze mochten zich daarom hierbij aansluiten.

### Horde
OrcsOrks, monsterlijke wezens, en de primaire gevechtstroepen van de horde. In de eerste twee spellen zijn ze de antagonisten, maar in het derde spel horen ze bij de helden. Hun agressie is grotendeels te wijten aan de Burning Legion. Ze komen oorspronkelijk uit de wereld Draenor.
ForsakenDe Forsaken zijn een rebelse groep ondoden, geïntroduceerd in Warcraft III: The Frozen Throne. Ze horen officieel bij de horde, maar geven weinig om hun nieuwe bondgenoten. Ze komen uit het westelijke deel van het koninkrijk Lordaeron.
TaurenEen van de oudste rassen uit Azeroth. Ze hebben het uiterlijk van humanoïde stieren, en houden zich vooral bezig met sjamanisme.
TrollsTrollen komen in verschillende soorten voor, zoals Jungle Trolls, Ice Trolls en woestijntrollen. De bekendste zijn de bostrollen, die in Warcraft II met de horde meevechten.
Blood ElvesEen ras dat zijn debuut maakt in Warcraft II: The Burning Crusade. Ze hoorden (als High Elves) eerst bij de Alliance maar omdat ze samenwerkten met de Naga, zijn ze verbannen.
GoblinsEen ras dat snel geld weet te maken en technisch is, een deel van de goblins wordt na het cataclysme gered door de Horde en besluiten zich als Bilgewater Cartel hierbij aan te sluiten.

### Overig
Burning Legioneen groep geïntroduceerd in Warcraft III, en sindsdien de primaire antagonisten van de spellenreeks. De Burning Legion is een leger bestaande uit demonische wezens, dat al vele werelden heeft veroverd en vernietigd. Zij zaten achter de aanval van de orks op Azeroth. DeBurning Legion komt in World Of Warcraft: The Burning Crusade onder leiding te staan van de machtige Illidan Stormrage, ook de Betrayer genoemd.
Scourgeeen leger ondoden, gemaakt door de Lich King. Bestaat uit onder andere ondode elfen (banshees) en mensen.
OgresOgers zijn grote monsterlijke wezens met beperkte intelligentie. Ze komen uit Draenor, en vochten in Warcraft II mee met de Horde. Ogers kunnen een of twee hoofden hebben, en soms horens. Ze kunnen ook magie leren gebruiken.
NagaGemuteerde Highborne, een elitegroep van de nachtelven. Ze hebben een slangachtig uiterlijk.

## Media

### Computerspellen
- Warcraft: Orcs & Humans (1994)
- Warcraft II: Tides of Darkness (1995)
  - Warcraft II: Beyond the Dark Portal (1995)
  - Warcraft II: Battle.net Edition (1999)
- Warcraft Adventures: Lord of the Clans (gepland voor 1998, niet uitgebracht)
- Warcraft III: Reign of Chaos (2002)
  - Warcraft III: The Frozen Throne (2003)
- World of Warcraft (2004)
  - World of Warcraft: The Burning Crusade (2007)
  - World of Warcraft: Wrath of the Lich King (2008)
  - World of Warcraft: Cataclysm (2010)
  - World of Warcraft: Mists of Pandaria (2012)
  - World of Warcraft: Warlords of Draenor (2014)
  - World of Warcraft: Legion (2016)
  - World of Warcraft: Battle for Azeroth (2018)
  - World of Warcraft: Shadowlands (2020)
  - World of Warcraft: Dragonflight (2022)
  - World of Warcraft: The War Within (2024)
- Hearthstone: Heroes of Warcraft (2013)

Warcraft, Warcraft II, Warcraft III en hun uitbreidingen zijn real-time strategy-spellen. World of Warcraft en zijn uitbreidingen zijn massively multiplayer online role-playing games (MMORPG). Hearthstone: Heroes of Warcraft is een digitaal verzamelkaartspel.

### Andere spellen
- Warcraft: The Board Game – strategisch bordspel van Fantasy Flight Games, based heavily on Warcraft III
- Warcraft: The Roleplaying Game - RPG van Sword & Sorcery
- World of Warcraft: The Board Game – bordspel gebaseerd op World of Warcraft, ook van Fantasy Flight Games
- World of Warcraft: The Adventure Game - bordspel gebaseerd op World of Warcraft, ook van Fantasy Flight Games
- World of Warcraft Miniatures Game – een miniatuur-oorlogsspel van Upper Deck Entertainment.
- World of Warcraft Trading Card Game – een ruilkaartspel uit 2006.

### Boeken
- Warcraft: Day of the Dragon
- Warcraft: Lord of the Clans
- Warcraft: Of Blood and Honor
- Warcraft: The Last Guardian
- Warcraft: War of the Ancients Trilogy:
  - The Well of Eternity
  - The Demon Soul
  - The Sundering
- Warcraft: The Sunwell Trilogy
  - Dragon Hunt
  - Shadows of Ice
  - Ghostlands
- World of Warcraft: Cycle of Hatred
- World of Warcraft: Rise of the Horde
- World of Warcraft: The Shattering
- Art of Warcraft
- Art of World of Warcraft
- World of Warcraft Atlas
- World of Warcraft Chronicle: Volume 1

### Film
Na vele voornemens, plannen en uitstellen is in 2016 de film Warcraft in première gegaan. Regisseur van de film is Duncan Jones. Het budget bedroeg 160 miljoen dollar.

### Strips
- Warcraft: The Sunwell Trilogy, een manhwaserie gepubliceerd door Tokyopop.
- World of Warcraft, een stripserie van DC Comics subdivisie Wildstorm.[2][3]
- World of Warcraft: Ashbringer, een vierdelige miniserie van Wildstorm
- Warcraft: Legends, een vierdelige striproman.

### Overig
Verder is er nog een dvd met de tussenfilmpjes van Warcraft III en zijn er drie soundtracks met muziek uit de spellen voor zowel: Warcraft III: Reign of Chaos, Warcraft III: The Frozen Throne en World of Warcraft.